# Хелмиця
Хелмиця (пол. Chełmica, нім. Helmsdorf) — село в Польщі, у гміні Туплиці Жарського повіту Любуського воєводства.
Населення — 265 осіб (2011).
У 1975-1998 роках село належало до Зеленогурського воєводства.

## Демографія
Демографічна структура станом на 31 березня 2011 року:
|          | Загалом | Допрацездатний вік | Працездатний вік | Постпрацездатний вік |
| -------- | ------- | ------------------ | ---------------- | -------------------- |
| Чоловіки | 132     | 31                 | 91               | 10                   |
| Жінки    | 133     | 25                 | 82               | 26                   |
| Разом    | 265     | 56                 | 173              | 36                   |